# Are We the Waiting
«Are We the Waiting» (Somos los que esperan) es la quinta canción del séptimo álbum de la banda de punk Green Day, la canción sigue con la historia de Jesus of Suburbia, contando la experiencia de este como adolescente promedio estadounidense. Pertenece a la ópera rock American Idiot, a pesar de no ser sencillo, es una de las canciones más famosas de este álbum y se toca en conjunto con su sucesora, St. Jimmy.

## Historia de Jesús
En este pasaje del disco, se sigue hablando de la profunda soledad que siente Jesús en las calles de "La Ciudad" contando que Jesús ha tomado la decisión de empezar a usar su alter ego "Saint Jimmy", que también es el alter ego del vocalista del grupo Billie Joe Armstrong.

## Versiones
- La versión original del disco American Idiot.[1]
- Una grabación en vivo apareció en un primer momento como un lado B del sencillo Jesus of Suburbia en 2005,[2] esta fue grabada en el programa VH1 Storytellers
- En la edición de lujo de American Idiot en Japón,[3] se incluiría como el cuarto track del CD 2, el cual presenta canciones grabadas desde Makuhari Messe, Tokio, Japón el 19 de marzo de 2005 durante el American Idiot World Tour; esta misma versión sería lanzada en la edición de Target del disco 21st Century Breakdown en el año 2009.[4]
- Tal vez la versión más conocida de Are we the Waiting en vivo, es la tocada en vivo desde el Milton Keynes National Bowl en Inglaterra, en junio de 2005 e incluida en el CD/DVD en vivo Bullet in a Bible.[5]
- La versión del musical American Idiot que aparece en el disco American Idiot: The Original Broadway Cast Recording.[6]